# 氮化鎂
氮化鎂（Mg3N2）是由氮和鎂所組成的無機化合物。在室溫下纯净的氮化镁為黃綠色的粉末，但含有一部分氧化镁杂质的氮化镁是灰白色的。氮化鎂和許多金屬氮化物一樣，會和水反應產生氨。
{\displaystyle {\ce {Mg3N2{}+6H2O{}->3Mg(OH)2{}+2NH3{}\uparrow }}}
要制备氮化镁，可將鎂帶在氮氣中燃燒而成。
{\displaystyle {\begin{matrix}{}\\{\ce {{3Mg}+N2->[{\ce {800^{\circ }C}}]Mg3N2}}\\{}\end{matrix}}}
若將鎂帶在空氣中燃燒，除了會產生氧化鎂之外，也會產生一些氮化鎂。

## 用途
氮化鎂可作為合成立方氮化硼的催化劑，在第一次成功合成立方氮化硼時，使用的催化劑就是氮化鎂。
1957年時，化學家 Robert Wentorf 一直試著要將六方氮化硼變為立方氮化硼，他試過使用加熱、加壓、使用催化劑，也對上述條件作各種的組合，他嘗試了所有理論上可能有關的催化劑（如在合成鑽石時使用的催化劑），不過都沒有效果。
後來在好奇心的驅使下及不顧一切的冒險中（他說當時的目的只是「增加錯誤嘗試的次數」），他利用一樣的壓力及熱處理條件，但將鎂加入六方氮化硼中。然後將鎂放在顯微鏡下觀察，看到鎂上面有微小的深色塊狀物，且此塊狀物可以在已拋光的碳化硼上產生刮痕，當時已知可以在碳化硼上產生刮痕的物質只有鑽石。
由於當時有氨的氣味（是因為氮化鎂和潮濕的空氣反應而產生），Wentorf推斷鎂和氮化硼反應產生了氮化鎂，而氮化鎂為催化劑，使六方氮化硼變為立方氮化硼。